# Parogovia sironoides
Parogovia sironoides – gatunek kosarza z podrzędu Cyphophthalmi i rodziny Neogoveidae.
Gatunek ten opisany został po raz pierwszy w 1921 roku przez Hansa Jacoba Hansena.
Pajęczak endemiczny dla  wyspy Bioko należącej do Gwinei Równikowej. Występuje w okolicach Punta Frailes i Pico Basilé.